# Ricardo Marquina
Ricardo Marquina Montañana (Huesca, 1979) es un periodista freelance y director de documentales español.

## Biografía
Se graduó en Historia del Arte pero trabaja desde 2008 como corresponsal en Rusia especializado en los Estados postsoviéticos.
Habla cinco idiomas y ha trabajado para diferentes medios internacionales y nacionales, entre ellos La Sexta, Telecinco, Cuatro, TV3, Cope o TVE.
Ha producido y realizado varios documentales que se pueden ver en su canal de Youtube: Ucrania, el año del caos (2015), Memories from Chernobyl (2016),  Los niños de Bragin (2017), Norilsk: En las entrañas de la Madre Rusia (2017), Beriozka, el baile secreto ruso (2018), Vorkutá, vidas en la tundra (2018), Europa, frontera este (2019),   Buriatia, sonidos de una Rusia lejana (2020),  Georgia, la herida abierta (2020), Bielorrusia, la encrucijada (2020), Rusia, revolución conservadora (2021),  Rusia y Bielorrusia: ¿un solo Estado? (2021), Moldavia, el laberinto de la identidad (2024), Vostok, vientos del Este (2025), Mi vida en Rusia  (varios españoles cuentan su experiencia).
Fundó su propia productora, IR, In Russia Productions.